# Diftéria
A diftéria vagy difteritisz, magyarul torokgyík, torokpenész vagy roncsoló toroklob egy fertőző, néha halálos kimenetelű betegség, amelyet a Corynebacterium diphteriae baktérium okoz. Először a felső légutakban jelenik meg bőrre emlékeztető, kékesfehér hártya, ezt enyhe láz, torokfájás és levertség követi. Immunizált állatok véréből készített diftéria elleni védőoltással előzhető meg. Az Egyesült Államokban a vakcina 1923-           as bevezetése óta jelentősen csökkent a betegség előfordulása, és a korábbi gyakoriságból kiindulva, a becslések szerint 2010-ig csak az USA-ban mintegy 40 millió diftériás esetet előztek meg a védőoltások.
A diftéria egy erősen fertőző megbetegedés, ami közvetlen érintkezés vagy cseppfertőzés útján terjed. A DTPa (diftéria-pertussis-tetanusz, DiPerTe) védőoltásnak köszönhetően csaknem eltűnt a fejlett országokban.
A kórokozó a mandulákon és a gégében fibrines gyulladást okoz. A gyulladás eredménye az álhártya, mely beterjedhet mélyebb rétegekbe vagy maradhat felszínes is. Ha a hártya leválik, a beteg felköhögi. A hártya pikkelyes gyíkbőrre emlékeztet, innen a betegség másik neve. Ha a hártyát a beteg képtelen felköhögni, a légutakat elzárva halált okozhat. Régebben gyakori halálok volt a gyermekek között.

## Kórokozója
A diftéria kórokozója a Corynebacterium diphteriae bacilus, azaz pálcika alakú baktérium. Jellemzőek rá a foszfáttartalmú volutinszemcsék, az ún. Babeş–Ernst-szemcsék, amelyek Neisser-festéssel tehetők láthatóvá. A betegség cseppfertőzéssel, érintéssel és fertőzött tárgyakkal terjed.

## Elterjedése

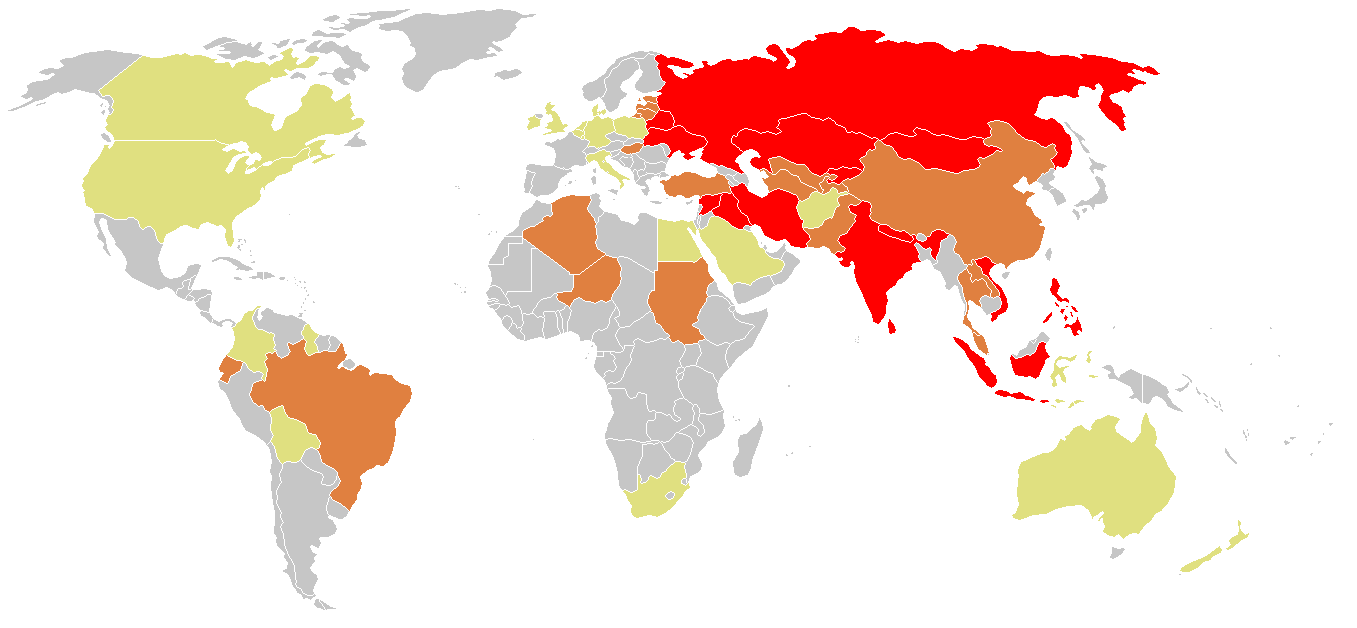
A diftéria elterjedése (WHO 1997 – 2006)
Piros: több mint 100 eset
Narancssárga: 50-100 eset
Sárga: 1-49 eset
Szürke: nincs adat

A védőoltásoknak köszönhetően a diftéria visszaszorult, bár nem tűnt el. Például az USA-ban 1980-tól, amióta kötelezően oltják az iskoláskorú gyerekeket, évente átlagosan kevesebb mint öt megbetegedés fordult elő. Magyarországon nem észlelhető. A vakcina védőhatása az életkorral csökken, így szükség lehet emlékeztető oltásra, különösen olyan úticél esetén, ahol még nem számolták fel a diftériát. Ahol az oltottsági arány csökkent, oda a diftéria visszatért. Így például a Szovjetunió felbomlása után 48 ezer új megbetegedést észleltek Oroszországban, 1994-ben. Jelenleg a DTPa kombinált vakcinát használják, mely diftéria toxoidot, tetanusz toxoidot és acelluláris pertussis antigént tartalmaz. Ez aktív védőoltás, a beadott fehérjék antigénként viselkednek, az ellenük kialakuló immunválasz során immunológiai memória alakul ki velük szemben, mely hosszútávú védettséghez vezet.

## Tünetei
A diftéria tüneteinek kifejeződése a beteg immunrendszerének állapotától függ. Rendszerint a fertőzés utáni második és hatodik nap között jelentkeznek először. Mindenekelőtt a gégefedő-gyulladástól és a pszeudokrupptól kell elhatárolni.
- A mandula- és garatdiftéria levertséggel, hányingerrel és nyelési fájdalmakkal jelentkezik, de a tényleges hányás ritka. A láz felmegy. Gyakran a has és a végtagok is fájnak.
- Az orrdiftéria leginkább csecsemőkön és kisgyerekeken jelentkezik. Az orrlégzés nehezített, az evés zavart, a beteg nyugtalan és náthás.
- A gégediftériára jellemző az ugató köhögés, növekvő rekedtség, a hang elmenése. A belélegzés nehezített és zajos.
- A diftéria előrehaladott állapotában a hártya kiterjed a mandulákra, a szájpadlásra, a nyelvcsapra és az orrnyálkahártyájára is. A helyi nyirokcsomók megduzzadnak.

## Felismerése
A bakteriológiai teszt eredménye leghamarabb 12 óra múlva áll rendelkezésre. Ezért gyanús esetben a kezelést a tünetek alapján kezdik meg, különösen a toxikus diftéria gyanúja esetén.

## Kezelése

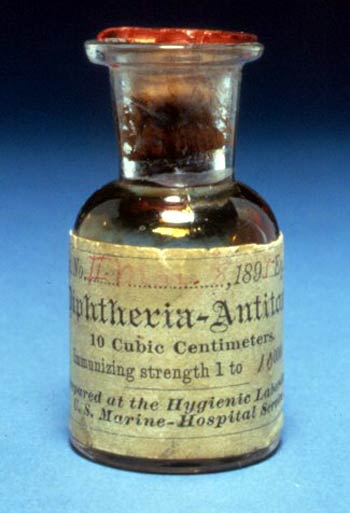
Régi diftéria elleni szérum

- Ellenszérum: a szérumban található antitestek a baktérium toxinjához kapcsolódnak, ezzel hatástalanítják azt. Ez gyakorlatilag egy passzív védőoltás, melyet Emil von Behring orvos vezetett be széleskörűen. Tartós védelemhez nem vezet, a már kialakult betegség kezelésére szolgál. Behring a szérum kifejlesztéséért és a diftéria elleni harcáért 1901-ben elsőként kapta meg a Fiziológiai és orvostudományi Nobel-díjat.
- Antibiotikumok: a baktériumok elpusztítására a penicillint legalább tíz napig kell adagolni

A légutak elzáródása esetén légcsőmetszésre is szükség lehet. A szív kímélésére öt-hat hét szigorú ágynyugalom kell. Megfelelő kezeléssel a maradandó károsodás és a halálozás esélye nagy mértékben csökken.

## Komplikációk
A leggyakoribb toxikus komplikációk a szívizomgyulladás és az ideggyulladás. Így az 1995-ös kirgizisztáni diftériajárványban 656 beteg tartós kezelésre szorult. 22%-uknál állapítottak meg szívizomgyulladást, és 5%-uknál ideggyulladást.
- Szívizomgyulladás esetén fennáll a szívnagyobbodás, a vezetési zavarok és a keringés összeomlásának veszélye. A betegség első hetében, vagy a lábadozás idején beállhat a hirtelen szívhalál.
- Az ideggyulladás különböző agyidegek, vagy azok ágainak gyulladásában nyilvánul meg. Az arcideg és a gégét beidegző nervus recurrens bénulása a lágy szájpadlás, a szemizmok bénulásához vezethet, vagy a nyelésben okoz zavart. Rendszerint betegség kialakulásától számított első, második vagy harmadik hónapban alakul ki.
- A halállal végződő esetek felében tüdőgyulladás is kialakul.
- Ritkábban előfordul vesegyulladás a vese funkciójának romlásával, szívbelhártya-gyulladás, tüdőembólia és agyvelőgyulladás.

## Története
A diftéria nevet Pierre Fidèle Bretonneau vezette be 1826-ban. 1858-ban a kórokozót keresve vizsgálták a mikroorganizmusokat. A valódi kórokozót Friedrich Loeffler találta meg 1884-ben. A Corynebakteria csoportba a kórokozót 1896-ban sorolták be.
1888-ban Émile Roux és Alexandre Yersin kimutatta a toxint. 1889-ben Emil von Behring felfedezte, hogy a szérum hordozza az immunitást. A beteg állatokból az antitoxint Behring és Shibasaburo Kitasato 1890-ben vitték át emberbe. William Hallock Park és Anna Wessels Williams 1894-ben állították elő az antitoxint.
Az első immunizálást az antitoxin felhasználásával Behring és Erich Wernicke végezte, 1898-ban. Behring 1901-ben Fiziológiai és orvostudományi Nobel-díjat kapott a diftéria ellen végzett kutatásaiért. Behring folytatta a kutatásait, és 1913-ban toxin-antitoxin keveréket alkotott az immunizáláshoz. Az oltáshoz Gaston Ramon hő- és formalinos kezelést vezetett be 1924-ben.
1910–11-ben Schick Béla Amerikában élt magyar gyermekorvos, találta fel azt a róla elnevezett eljárást, amelynek segítségével megállapítható, hogy ki mennyire ellenálló a diftériával szemben. A bőr alá fecskendezett toxin a fogékony egyének esetében pozitív reakciót váltott ki. Ez az eljárás Schick-próba néven vonult be a köztudatba.

## Fordítás
- Ez a szócikk részben vagy egészben  a   Diphtherie című német Wikipédia-szócikk fordításán alapul.  Az eredeti cikk szerkesztőit annak laptörténete sorolja fel. Ez a jelzés csupán a megfogalmazás eredetét és a szerzői jogokat jelzi, nem szolgál a cikkben szereplő információk forrásmegjelöléseként.
- Ez a szócikk részben vagy egészben  a   Diphtheria című angol Wikipédia-szócikk fordításán alapul.  Az eredeti cikk szerkesztőit annak laptörténete sorolja fel. Ez a jelzés csupán a megfogalmazás eredetét és a szerzői jogokat jelzi, nem szolgál a cikkben szereplő információk forrásmegjelöléseként.